# Russ Brown
Russ Brown, all'anagrafe Russel Brown (Filadelfia, 30 maggio 1892 – Englewood, 19 ottobre 1964), è stato un attore statunitense, vincitore di un Tony Award.

## Biografia
È noto soprattutto per aver interpretato Benny Van Buren nella produzione originale di Broadway del musical Damn Yankees, un ruolo che gli valse il Tony Award al miglior attore non protagonista in un musical nel 1956.

## Filmografia parziale

### Cinema
- La moglie è un'altra cosa (Moulin Rouge), regia di Sidney Lanfield (1934)
- Damn Yankees!, regia di George Abbott e Stanley Donen (1958)
- South Pacific, regia di Joshua Logan (1958)
- Attenti alle vedove (It Happened to Jane), regia di Richard Quine (1959)
- Anatomia di un omicidio (Anatomy of a Murder), regia di Otto Preminger (1959)
- Tempesta su Washington (Advise & Consent), regia di Otto Preminger (1962)
- Il cardinale (The Cardinal), regia di Otto Preminger (1963)

### Televisione
- The Dick Powell Show – serie TV, episodio 2x16 (1963)